# Thomas Käfer
Thomas Käfer (* 13. Oktober 1960 in München) ist ein deutscher Juwelier und Pfandleiher.

## Leben
Thomas Käfer ist der Sohn von Waltraud und Helmut Käfer, der mit seinem Bruder Gerd Käfer in den 1960er-Jahren das Feinkostgeschäft ihrer Eltern übernahm und zur Käfer-Gruppe weiterentwickelte. Thomas sollte in die Fußstapfen seines Vaters und Onkels treten und den elterlichen Betrieb übernehmen. Im Alter von 15 Jahren organisierte sein Vater für ihn eine Lehre als Koch bei Sternekoch Paul Bocuse, jedoch entschied sich Thomas gegen den väterlichen Wunsch und verließ das Gymnasium nach der zehnten Klasse. Anfänglich verdiente er sich seinen Lebensunterhalt als Flohmarktverkäufer und Kellner im Familienunternehmen, bis er schließlich eine kaufmännische Lehre absolvierte.
Während sein Cousin Michael Käfer 1988 in die Geschäftsleitung einstieg und 1992 die Hauptgeschäftsführung des Gastronomiebetriebs übernahm, eröffnete Thomas Käfer 1988 ein erstes Schmuckgeschäft, auf welches 1991 vier weitere folgten. Als die Branche in eine Krise stürzte, reduzierte Käfer die Zahl der Filialen wieder auf ein Geschäft. 1999 eröffnete er sein erstes Pfandhaus und betreibt heute, nach einem Umzug, eines der größten Pfandleihhäuser Münchens. Darüber hinaus betreibt Käfer in München noch ein Geschäft für den Ankauf von Gold.
Einem breiteren Publikum wurde Käfer 2013 mit Auftritten in der Scripted-Reality-Show Hilfe – Ich bin pleite! Letzte Rettung Pfandleiher von Sat.1 bekannt. 2016 trat er in der NDR-Unterhaltungsshow Wer bietet mehr? als Händler auf. Seit dem 19. November 2018 ist Käfer als Händler in der RTL-Sendung Die Superhändler – 4 Räume, 1 Deal zu sehen.

## Veröffentlichungen
- Lieber Kleingeld als kein Geld: Geschichten aus dem Pfandleihhaus. Ullstein, Berlin 2011, ISBN 3-54837-382-8, 224 Seiten
- Alles hat seinen Preis: Meine interessantesten Erlebnisse als Deutschlands bekanntester Pfandleiher und Superhändler. Riva, München 2020, ISBN 3-74231-502-1, 208 Seiten